# Crocidura lwiroensis
Crocidura lwiroensis és una espècie d'eulipotifle de la família de les musaranyes. És endèmica de l'est de la República Democràtica del Congo. Es tracta d'una espècie de Crocidura de mida mitjana, amb una llargada total de 110 mm, una cua de 45 mm i un pes de 5,6 g. Té el pelatge de color gris fosc.
L'espècie fou anomenada en honor d'un equip de recerca establert a Lwiro (República Democràtica del Congo).